# Награда Еми за најбољу споредну глумицу у драмској серији

### 2000-е
2000.
- Алисон Џени - Западно крило
- Стокард Чанинг - Западно крило
- Тајн Дејли - Суткиња Ејми
- Ненси Марчанд - Породица Сопрано
- Холанд Тејлор - Адвокатска пракса

2001.
- Алисон Џени - Западно крило
- Стокард Чанинг - Западно крило
- Тајн Дејли - Суткиња Ејми
- Мора Тирни - Ургентни центар
- Аида Туртуро -  Породица Сопрано

2002.
- Стокард Чанинг - Западно крило
- Лорен Амброз - Два метра под земљом
- Тајн Дејли - Суткиња Ејми
- Џанел Молони - Западно крило
- Мери-Луиз Паркер -  Западно крило

2003.
- Тајн Дејли - Суткиња Ејми
- Лорен Амброз - Два метра под земљом
- Стокард Чанинг - Западно крило
- Рејчел Грифитс - Два метра под земљом
- Лена Олин - Алијас

2004.
- Дре де Матео - Породица Сопрано
- Стокард Чанинг - Западно крило
- Тајн Дејли - Суткиња Ејми
- Џанел Молони - Западно крило
- Робин Вајгерт - Дедвуд

2005.
- Блајт Данер - Хаф
- Стокард Чанинг - Западно крило
- Тајн Дејли - Суткиња Ејми
- Сандра О - Увод у анатомију
- К.К.Х. Паундер -  Прљава значка

2006.
- Блајт Данер - Хаф
- Кендис Берген - Бостонски адвокати
- Сандра О - Увод у анатомију
- Џин Смарт - 24
- Чандра Вилсон - Увод у анатомију

2007.
- Кетрин Хајгл - Увод у анатомију
- Лорејн Брако - Породица Сопрано
- Рејчел Грифитс - Браћа и сестре
- Сандра О - Увод у анатомију
- Аида Туртуро -  Породица Сопрано
- Чандра Вилсон - Увод у анатомију

2008.
- Дајана Вист - На терапији
- Кендис Берген - Бостонски адвокати
- Рејчел Грифитс - Браћа и сестре
- Сандра О - Увод у анатомију
- Чандра Вилсон - Увод у анатомију

2009.
- Чери Џоунс - 24
- Роуз Берн - Опасна игра
- Хоуп Дејвис - На терапији
- Сандра О - Увод у анатомију
- Дајана Вист - На терапији
- Чандра Вилсон - Увод у анатомију

### 2010-е
2010.
- Арчи Панџаби - Добра жена
- Кристина Барански - Добра жена
- Роуз Берн - Опасна игра
- Шерон Глес - Непоуздани агенти
- Кристина Хендрикс - Људи са Менхетна
- Елизабет Мос - Људи са Менхетна

2011.
- Марго Мартиндејл - Праведник
- Кристина Барански - Добра жена
- Мишел Форбс - Убиство
- Кристина Хендрикс - Људи са Менхетна
- Кели Макдоналд - Царство порока
- Арчи Панџаби - Добра жена

2012.
- Меги Смит - Даунтонска опатија
- Кристина Барански - Добра жена
- Џоана Фрогат - Даунтонска опатија
- Ана Ган - Чиста хемија
- Кристина Хендрикс - Људи са Менхетна
- Арчи Панџаби - Добра жена

2013.
- Ана Ган - Чиста хемија
- Морена Бакарин - Домовина
- Кристина Барански - Добра жена
- Емилија Кларк - Игра престола
- Кристина Хендрикс - Људи са Менхетна
- Меги Смит - Даунтонска опатија

2014.
- Ана Ган - Чиста хемија
- Кристина Барански - Добра жена
- Џоана Фрогат - Даунтонска опатија
- Лина Хиди - Игра престола
- Кристина Хендрикс - Људи са Менхетна
- Меги Смит - Даунтонска опатија

2015.
- Узо Адуба - Нарандџаста је нова црна
- Кристина Барански - Добра жена
- Емилија Кларк - Игра престола
- Џоана Фрогат - Даунтонска опатија
- Лина Хиди - Игра престола
- Кристина Хендрикс - Људи са Менхетна

2016.
- Меги Смит - Даунтонска опатија
- Емилија Кларк - Игра престола
- Лина Хиди - Игра престола
- Мејси Вилијамс - Игра престола
- Мора Тирни - Афера
- Констанс Зимер - Нестварно

2017.
- Ен Дауд - Слушкињина прича
- Узо Адуба - Наранџаста је нова црна
- Мили Боби Браун - Чудније ствари
- Криси Мец - Ово смо ми
- Тандивеј Њутон - Западни свет
- Самира Вајли - Слушкињина прича

2018.
- Тандивеј Њутон - Западни свет
- Мили Боби Браун - Чудније ствари
- Алексис Бледел - Слушкињина прича
- Ен Дауд - Слушкињина прича
- Лина Хиди - Игра престола
- Ванеса Кирби - Круна
- Ивон Страховски - Слушкињина прича

2019.
- Џулија Гарнер - Озарк
- Гвендолин Кристи - Игра престола
- Лина Хиди - Игра престола
- Фиона Шо - Убити Ив
- Софи Тарнер - Игра престола
- Мејси Вилијамс - Игра престола

### 2020-е
2020.
- Џулија Гарнер - Озарк
- Хелена Бонам Картер - Круна
- Лора Дерн - Невине лажи
- Тандивеј Њутон - Западни свет
- Фиона Шо - Убити Ив
- Сара Снук - Наследници
- Мерил Стрип - Невине лажи
- Самира Вајли - Слушкињина прича

2021.
- Џилијан Андерсон - Круна
- Хелена Бонам Картер - Круна
- Мадлин Бруер - Слушкињина прича
- Ен Дауд - Слушкињина прича
- Анџану Елис - Лавкрафтова земља
- Емералд Фенел - Круна
- Ивон Страховски - Слушкињина прича
- Самира Вајли - Слушкињина прича

2022.
- Џулија Гарнер - Озарк
- Патриша Аркет - Отпремнина
- Хојон Јунг - Игра лигње
- Кристина Ричи - Yellowjackets
- Рија Сихорн - Боље позовите Сола
- Џ. Смит Камерон - Наследници
- Сара Снук - Наследници
- Сидни Свини - Еуфорија

2023.
- Џенифер Кулиџ - Бели лотос
- Елизабет Дебики - Круна
- Меган Фахи - Бели лотос
- Сабрина Импачаторе - Бели лотос
- Обри Плаза - Бели лотос
- Рија Сихорн - Боље позовите Сола
- Џ. Смит Камерон - Наследници
- Симона Табаско - Бели лотос